# Qa (cirillico)
La Ҡ, miunscolo ҡ chiamata qa, è una lettera dell'alfabeto cirillico, usata nella versione modificata per la lingua baschira. Questa lettera è una К con una barretta orizzontale in alto a sinistra. Rappresenta il suono consonantico /q/.